# Трепуцці
Трепуцці (італ. Trepuzzi, сиц. Thripuzze) — муніципалітет в Італії, у регіоні Апулія, провінція Лечче.
Трепуцці розташоване на відстані близько 500 км на схід від Рима, 130 км на південний схід від Барі, 11 км на північний захід від Лечче.
Населення — 14 757 осіб (2014).
Щорічний фестиваль відбувається 15 серпня. Покровитель — Maria Ss Assunta in Cielo.

## Демографія
Населення за роками:

Станом на 1 січня 2023 року в муніципалітеті офіційно проживало 426 іноземців з 49 країн, серед них 89 громадян країн Євросоюзу.

## Сусідні муніципалітети
- Кампі-Салентина
- Лечче
- Новолі
- Скуїнцано